# Daucus carota subsp. hispanicus
Sous-espèce
Daucus carota subsp. hispanicus, la Carotte d'Espagne, est une sous-espèce de plantes à fleurs de la famille des Apiacées. C'est une plante herbacée méditerranéenne.

## Habitat et répartition
Endémique de l'ouest de la région méditerranéenne, la Carotte d'Espagne pousse notamment dans les fissures des falaises rocheuses.

## Taxonomie
Cette plante est d'abord décrite comme une espèce par le Français Antoine Gouan sous le basionyme Daucus hispanicus en 1773, puis est abaissée au rang de sous-espèce par le Suisse Albert Thellung en 1926, sous le nom correct Daucus carota subsp. hispanicus,.

### Synonymes
Daucus carota subsp. hispanicus a pour synonymes :
- Daucus boissieui M.Hiroe[2]
- Daucus carota var. hispanicus (Gouan) Thell., 1926[2]
- Daucus carota var. leptophyllus (Willk. ex Barceló) Bonafè[2]
- Daucus gingidium subsp. gummifer (All.) Onno, 1936[1],[2]
- Daucus gingidium subsp. hispanicus (Gouan) O.Bolòs & Vigo, 1974[1],[2]
- Daucus gingidium var. africanus Pau & Font Quer[2]
- Daucus gummifer All., 1773[1],[2]
- Daucus gummifer Lam.[2]
- Daucus gummifer var. leptophyllus Willk.[2]
- Daucus gummifer var. leptophyllus Willk. ex Barceló[2]
- Daucus hispanicus Gouan, 1773[1],[2]
- Daucus hispidus Moench, 1794[1],[2]
- Daucus hispidus sensu Gren. & Godr., 1848[1]
- Daucus jolensis Pomel[2]
- Daucus lucidus L.f.[2]
- Daucus matthiolii Bubani[2]
- Daucus mauritanicus Salzm.[2]
- Daucus mauritanicus Salzm. ex DC.[2]
- Daucus maximus f. leptophyllus Willk.[2]
- Daucus nebrodensis Strobl[2]
- Daucus nitidus Gasp.[2]
- Daucus vulgaris Lam.[2]

### Variétés
Selon l'INPN (30 mars 2021), trois variétés appartiennent à cette sous-espèce :
- Daucus carota var. brachycaulos Reduron, 2007
- Daucus carota var. hispanicus (Gouan) Thell., 1926
- Daucus carota var. linearis Reduron, 2007